# Clément Mouamba
Clément Mouamba, né le 13 novembre 1943 à Sibiti et mort le 29 octobre 2021 à Paris, est un homme d'État congolais. Il fut le Premier ministre de la république du Congo de 2016 à 2021, sous la présidence de Denis Sassou-Nguesso.
Auparavant membre de l'opposition (UPADS), il fut Ministre des Finances de 1992 à 1993 sous la présidence de Pascal Lissouba, ainsi que député de Sibiti.

## Biographie

### Formation
Fils d'agriculteur, Clément Mouamba naît à Sibiti le 13 novembre 1943, et est issu d'une famille nombreuse. Il étudie au Lycée technique du 1er mai de Brazzaville, où il obtient son baccalauréat. Il part ensuite étudier à Montpellier (France), avant de décrocher un doctorat en sciences économiques à la Sorbonne.

### Carrière privée
Clément Mouamba fait carrière dans le domaine de la finance. Il intègre la Banque des États de l'Afrique centrale (BEAC) à Yaoundé (Cameroun) à partir de 1973, et en devient le sous-directeur en 1979.
Membre du Parti congolais du travail (PCT), il devient le conseiller économique et financier de Denis Sassou-Nguesso, alors président depuis peu. Ce dernier le met par la suite à la tête de la Banque internationale du Congo (BIDC), puis, en 1985, à la tête de la Banque commerciale du Congo (BCC), qui fera faillite sous sa direction en 1992.
En 1997, pendant la guerre civile, il quitte le Congo pour retourner travailler à la BEAC de Yaoundé, où il devient conseiller du gouverneur de la banque.
Il prend sa retrait dans le privé en 2008.

### Carrière politique
En 1992, alors que Denis Sassou-Nguesso quitte le pouvoir, Clément Mouamba abandonne le PCT et rejoint l'Union panafricaine pour la démocratie sociale (UPADS), parti au pouvoir sous la présidence de Pascal Lissouba. Il participe également aux élections législatives et est élu député de Sibiti. 
Nommé ministre des Finances en septembre 1992 sous la présidence de Lissouba, il reste à ce poste jusqu'en juin 1993. Il devient également un membre dirigeant de l'UPADS.
Après le retour de Denis Sassou-Nguesso au pouvoir, Clément Mouamba, qui était retourné travailler au Cameroun pour la BEAC pendant la guerre civile, revient au Congo en 2001, où il témoigne au cours du « procès Oxy » contre l'ancien régime.
Lors du premier congrès extraordinaire de l'UPADS les 27 et 28 décembre 2006, Clément Mouamba est élu pour devenir l'un des 25 vice-présidents du parti.
En 2015, lorsqu'un projet de réforme constitutionnelle est proposé par le pouvoir, Clément Mouamba s'y oppose, conformément à la position de l'UPADS. En milieu d'année, il participe cependant au dialogue national organisé par le pouvoir afin d'organiser un référendum constitutionnel pour valider cette nouvelle constitution. Cette initiative est controversée et critiquée par l'opposition, car elle permettrait au président Denis Sassou-Nguesso, qui cumule alors 37 ans à la tête de l'État, de se représenter pour un nouveau mandat. La participation de Clément Mouamba à ce dialogue, ainsi que son soutien au projet de constitution, lui valent d'être exclut de l'UPADS en juillet 2015. Il rejoint alors à nouveau le Parti congolais du travail (PCT), parti au pouvoir,, dont il devient membre du bureau politique.
Après la réélection de Denis Sassou-Nguesso lors de l'élection présidentielle de 2016, ce dernier réinstaure la fonction de Premier ministre (supprimée depuis 2009) et nomme Clément Mouamba à ce poste le 23 avril,. Ce dernier constitue alors son premier gouvernement le 30 avril,.
Il participe aux élections législatives de 2017, où il est élu député de Sibiti. Après ces élections, où le parti présidentiel arrive en tête, Clément Mouamba présente la démission de son gouvernement au président, comme le veut la coutume. Il est reconduit à son poste le 21 août, et nomme son second gouvernement le 22 août.
En mai 2021, Clément Mouamba présente la démission de son gouvernement près de trois semaines après l'investiture du président Denis Sassou-Nguesso, réélu pour un quatrième mandat consécutif.

### Décès
Victime de complications respiratoires dues au Covid-19, Clément Mouamba est évacué sanitairement vers la France le 12 octobre 2021, où il est placé en soins intensifs. Il meurt le 29 octobre dans le 14e arrondissement de Paris, à l'âge de 77 ans,.
Après avoir reçu les hommages officiels à Brazzaville, sa dépouille est transportée à Sibiti, sa ville natale, où il est inhumé le 25 janvier 2022. Le président Denis Sassou-Nguesso et sa femme assistent à la messe d'absoute en son honneur.

## Vie personnelle
Clément Mouamba est le père de 14 enfants. 
Il partage son temps entre sa résidence du quartier de Moungali à Brazzaville et sa ville natale de Sibiti.